# Callitriche brutia
Callitriche brutia — вид трав'янистих рослин родини подорожникові (Plantaginaceae), поширений у близькоатлантичній частині Європи.

## Таксономічні примітки
Ленсдаун (Lansdown 2008) навів аргументи щодо внесення Callitriche hamulata до меж Callitriche brutia як C. brutia var. hamulata, згодом Стейс (Stace 2009) запропонував var. hamulata віднести до підвиду.

## Опис
Стебла 0.3–0.5 мм в діаметрі, зелений або жовтувато-зелені, до 50 см завдовжки. Занурені листки лінійні, 7–20(27) × 0.3–0.5 мм, плавучі — коротші й ширші, 5–11 × 1–3 мм, у розетках по 7–10 листків. Як і в усіх видів роду, має крихітні непримітні зелені квіти і плоди. Приквітки ≈ 1×0.3 мм, листяні, серпоподібні, напівпрозорі, білуваті. Квітки поодинокі, як правило, чоловічі й жіночі розміщені протилежно. Пиляки 0.2–0.4 × ≈ 0.4 мм, ниркоподібні. Плоди 1–1.3 × 0.9–1.2 мм, майже округлі, сидячі або з квітконосами ≤ 10 мм, крилаті по всьому зовнішньому контуру, з крилом 0.05–0.1 мм. Має унікальне число хромосом серед видів роду — 2n = 28.

## Поширення
Населяє ефемерні басейни, озера, канали й нагірні річки зі швидкою течією в західній частині Європи (Бельгія, Балеарські о-ви, Велика Британія, Данія, Фарерські о-ви, Франція, Ірландія, Іспанія, Ісландія, Італія, Португалія, Норвегія, Швеція). Росте у прісних водах або водах із невеликою кількістю солей і поживних речовин.

## Галерея

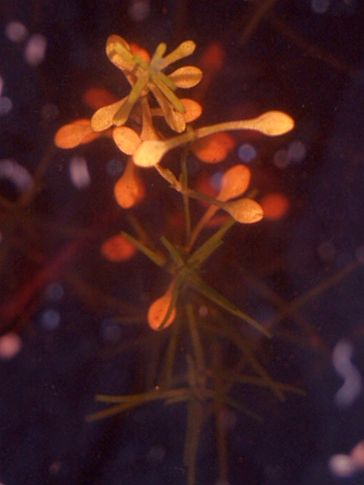